# وزغ مامای ایبری
وزغ مامای ایبری یک گونه از وزغ‌ها است که در تیره دهان‌گردان قرار دارد و در غرب اسپانیا و شرق و جنوب پرتقال یافت شده‌است. زیستگاه طبیعی این وزغ جنگل‌های معتدل، مدیترانه معتدل با پوششی از گیاهان بوته‌ای و خار، رودخانه‌های فصلی، باتلاق‌های آب شیرین متناوب، چراگاه و برکه‌های آبزیان می‌باشد. این وزغ با نابود شدن زیست‌گاهش، با خطر جدی روبرو است.
زیست‌بوم این وزغ بین بلندای ۱۰۰ تا ۱۳۰۰ متر بالاتر از سطح دریا می‌باشد.

## زاد و ولد
نام وزغ ماما از روی رفتار جنس نر گرفته شده‌است. تخم‌ها در برهه‌ای از رشد در پشت جنس نر محافظت می‌شوند. و این به خاطر نگهداری تخم‌ها در برابر شکارچیانی مانند لارو و حشرات آبزی است. با این حال بسیاری از تخم‌ها به وسیله جانوران دیگر صید و خورده می‌شوند.<r]ef name="nl.wikipedia.org">مشارکت‌کنندگان ویکی‌پدیا. «Spaanse vroedmeesterpad». در دانشنامهٔ ویکی‌پدیای هلندی.</ref>

## ظاهر
وزغ‌هایی که محل زندگی‌شان اسپانیا است، نسبت به انواع دیگر کمی کوچک‌تر هستند. بزرگی این گونه از ۵ سانتی‌متر تجاوز نمی‌کند. جنس نر کوچکتر از جنس ماده‌است. این گونه دارای لکه‌های کوچک و نارنجی روشن در پهلوها و پاها است، این لکه‌ها به صورت ردیفی بر روی پلک‌های بالایی وزغ نیز دیده می‌شود. مردمک چشم وزغ مامای ایبری عمودی است.
صداهای جنسی و اغواگرایانه سوت مانند کوتاه توسط جنس نر از اکتبر تا مه در هنگام سر شب و شب‌ها شنیده می‌شود. تعداد کپه تخمی ۳۰ تا ۶۰ عدد است. جنس نر ممکن است به صورت همزمان تخم چندین ماده را حمل و محافظت نماید.